# Viaducto de Dutton
El viaducto de Dutton (nombre original en inglés: Dutton Viaduct) forma parte de la infraestructura ferroviaria del Reino unido. Pertenece a la Línea Principal de la Costa Oeste, y permite el cruce de las vías sobre el río Weaver y su zona navegable entre los pueblos de Dutton y Acton Bridge en Cheshire, Inglaterra, no lejos del puente de Dutton Horse. Está catalogado en la Lista del National Heritage de Inglaterra como monumento clasificado de Grado II*.
Se construyó durante 1836 y se completó el 9 de diciembre de ese año. Fue el viaducto más largo del Ferrocarril Grand Junction (GJR). Se construyó con un costo de 54.440 libras (equivalentes a 5 450 000 £ en 2021). Los ingenieros fueron Joseph Locke y George Stephenson, y William Mackenzie fue su contratista.
Desde que entró en uso en julio de 1837 se ha mantenido en servicio regularmente. Durante su vida operativa ha estado sujeto a algunos cambios. Así, en la década de 1960 se electrificó la línea (instalándose un sistema de catenaria y soportes metálicos en toda su longitud) y la velocidad de la línea se incrementó a 125 millas por hora (201,2 km/h) en el programa de modernización de la línea. Se convirtió en una estructura patrimonialmente catalogada a principios de la década de 1990.

## Historia

### Antecedentes
El viaducto de Dutton se construyó para el Ferrocarril Grand Junction (GJR), uno de los primeros ferrocarriles importantes del mundo. Joseph Locke y George Stephenson lo diseñaron para cruzar el río Weaver. La ruta, inspeccionada por Locke, estuvo relativamente libre de grandes desafíos de ingeniería, excepto por la sección que cruza el Weaver.
El contratista para su construcción fue William Mackenzie, siendo el primer proyecto al que Thomas Brassey presentó una oferta. Brassey perdió ante Mackenzie porque su costo estimado fue unas 5000 libras más alto. Brassey fue designado como contratista para el viaducto de Penkridge, una estructura más pequeña.
Con 60 pies (18 m) de alto y 500 yardas (457 m) de largo, el viaducto de Dutton comprende 20 arcos rebajados. Construido principalmente con arenisca roja, se ha estimado que se utilizó aproximadamente 700 000 pies cúbicos (19 821,8 m³) de piedra. La mampostería presenta aderezos de sillería, albardones salientes y cortes en dos de los arcos que salvan el río. Los pilares del viaducto tienen bases abocinadas, que dan mayor estabilidad a la estructura.
El costo del viaducto fue de 54.440 libras (equivalentes a 5 450 000 £ en 2021). La construcción se realizó durante 1836 y finalizó el 9 de diciembre de ese año, constatándose en ese momento que no se registraron pérdidas de vidas o lesiones graves durante su construcción. Su finalización estuvo marcada por una celebración cívica. El 4 de julio de 1837, los primeros trenes del GJR transportaron pasajeros a través del viaducto antes de que comenzaran las operaciones regulares.

### Historial operativo
En la década de 1880, el viaducto de Dutton se consideraba quizás uno de los mejores viaductos de George Stephenson. Los autores victorianos elogiaron sus cualidades estéticas.
Durante la década de 1960, se electrificó la Línea Principal de la Costa Oeste. Para facilitar la instalación de la catenaria, se instalaron pórticos de acero en el viaducto. A principios de la década de 1990, el viaducto de Dutton se incluyó en la Ley de planificación (edificios catalogados y áreas de conservación) de 1990 por su especial interés arquitectónico o histórico. Durante la década de 2000, el trabajo completado de la modernización emprendida permitió que la velocidad de la línea a través del viaducto se elevara a 125 millas por hora (201,2 km/h) y los refugios en la estructura para uso de los trabajadores en la vía quedaron en desuso.
Durante septiembre de 2017, se registró un incidente (un 'casi accidente') cuando los contratistas del lado de la línea que realizaban una inspección estructural cruzaron las vías entre los refugios obsoletos en incumplimiento de las regulaciones de la zona roja. Debido al espacio libre limitado junto a la vía, el viaducto había sido designado como "área prohibida de zona roja" durante la década anterior, lo que significa que los trabajadores no podían estar en la línea cuando los trenes están circulando a menos que estén separados por un vallado permanente.
A principios de 2020, Network Rail solicitó permiso para reparar la mampostería deteriorada en uno de los arcos. El trabajo de reparación es asimilable con la construcción histórica del puente y está diseñado para combinarse con los materiales originales utilizados.